# Phyllocoptes eupadi
Phyllocoptes eupadi är en spindeldjursart som först beskrevs av Newkirk 1984.  Phyllocoptes eupadi ingår i släktet Phyllocoptes, och familjen Eriophyidae. Arten är reproducerande i Sverige.